# Estádio Municipal Coaracy da Mata Fonseca
Estádio Municipal Coaracy da Mata Fonseca – stadion piłkarski, w Arapiraca, Alagoas, Brazylia, na którym swoje mecze rozgrywa klub Agremiação Sportiva Arapiraquense.